# Amylora
Amylora — рід грибів родини Trapeliaceae. Назва вперше опублікована 1994 року.

## Класифікація
До роду Amylora відносять 1 вид:
- Amylora cervinocuprea